# Scaphoideus exsertus
Scaphoideus exsertus är en insektsart som beskrevs av Li 1993. Scaphoideus exsertus ingår i släktet Scaphoideus och familjen dvärgstritar. Inga underarter finns listade i Catalogue of Life.